# Blossia
Blossia es un género de arácnidos solifugos perteneciente a la familia Daesiidae que se distribuye por África y Oriente Medio.

## Especies
Según solpugid.com
- Blossia aegyptica (Roewer, 1933)
- Blossia albocaudata Levy & Shulov, 1964
- Blossia alticursor Lawrence, 1929
- Blossia anatolica (Roewer, 1941)
- Blossia angolensis (Lawrence, 1960)
- Blossia arabica (Roewer, 1933)
- Blossia brincki (Lawrence, 1955)
- Blossia clunigera Kraepelin, 1908
- Blossia costata (Roewer, 1933)
- Blossia crepidulifera Purcell, 1902
- Blossia ebneri (Roewer, 1933)
- Blossia echinata Purcell, 1903
- Blossia electa Roewer, 1933
- Blossia falcifera Kraepelin, 1908
- Blossia filicornis Hewitt, 1914
- Blossia fimbriata Kraepelin, 1914
- Blossia fradei (Lawrence, 1960)
- Blossia gaerdesi (Lawrence, 1972)
- Blossia gluvioides (Roewer, 1933)
- Blossia grandicornis Lawrence, 1929
- Blossia hessei Lawrence, 1929
- Blossia homodonta (Lawrence, 1972)
- Blossia karrooica Purcell, 1902
- Blossia laminicornis Hewitt, 1919
- Blossia lapidicola (Lawrence, 1935)
- Blossia laticosta Hewitt, 1919
- Blossia litoralis Purcell, 1903
- Blossia longipalpis (Lawrence, 1935)
- Blossia macilenta (Lawrence, 1968)
- Blossia maraisi Hewitt, 1915
- Blossia maroccana (Roewer, 1933)
- Blossia massaica Roewer, 1933
- Blossia namaquensis Purcell, 1902
- Blossia nigripalpis (Roewer, 1933)
  - Blossia nigripalpis agriope
  - Blossia nigripalpis nigripalpis
- Blossia obscura Kraepelin, 1908
- Blossia obsti (Roewer, 1933)
- Blossia occidentalis (Roewer, 1933)
- Blossia omeri (Levy & Shulov, 1964)
- Blossia orangica (Lawrence, 1935)
- Blossia pallideflava (Lawrence, 1972)
- Blossia parva (Roewer, 1933)
- Blossia planicursor Wharton, 1981
- Blossia pringlei (Lamoral, 1974)
- Blossia purpurea Wharton, 1981
- Blossia quadripilosa (Lawrence, 1960)
- Blossia robusta (Lawrence, 1972)
- Blossia rooica Wharton, 1981
- Blossia rosea (Lawrence, 1935)
- Blossia sabulosa (Lawrence, 1972)
- Blossia scapicornis (Lawrence, 1972)
- Blossia schulzei (Lawrence, 1972)
- Blossia setifera Pocock, 1900
- Blossia singularis (Lawrence, 1965)
- Blossia spinicornis Lawrence, 1928
- Blossia spinosa Simon, 1880
- Blossia sulcichelis (Roewer, 1941)
- Blossia toschii (Caporiacco, 1949)
- Blossia tricolor Hewitt, 1914
- Blossia unguicornis Simon, 1880